# Торе деј Госо (Кунео)
Торе деј Госо је насеље у Италији у округу Кунео, региону Пијемонт.
Према процени из 2011. у насељу је живело 34 становника. Насеље се налази на надморској висини од 321 м.